# Pueblo de Isleta

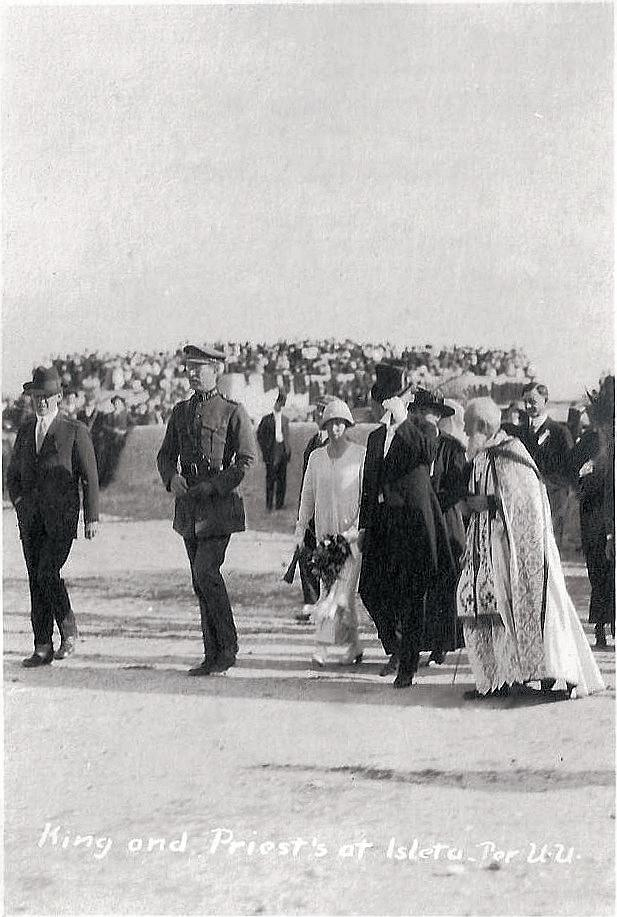
El rey Alberto I de Bélgica y la reina Isabel visitan Isleta en 1919.

Los isleta son una tribu india de lengua tigua meridional (grupo kiowa-tano) y de cultura pueblo. Ellos se hacen llamar Shiewhibak, haciendo referencia a un cuchillo ceremonial. Viven en un pueblo conocido como San Agustín de la Isleta (condado de Bernalillo, Nuevo México), en la orilla occidental del río Grande, aunque un grupo emigró en 1680 junto con los españoles sobrevivientes expulsados por la Rebelión de los indios de Nuevo México hacia El Paso, Texas y formó los Isleta del Sur. En 1967 su lengua tenía 1374 parlantes.
Anton Docher vivió en el pueblo de Isleta en Nuevo México durante 34 años.
Según datos del BIA, en su pueblo vivían 4170 individuos en 1995, además de 1543 en Ysleta del Sur (Texas), pero según el censo de 2000 había registrados 4421 isleta y 2382 Isleta de Texas.
Recibieron este nombre por el primer visitante español, Francisco Vázquez de Coronado (1540), ya que formaban una especie de lengua de tierra en el río. En 1582 también fueron visitados por Antonio de Espejo. En 1629 comenzó el intento de los franciscanos de convertirlos al cristianismo. En 1780 sufrieron una fuerte epidemia de viruela, que llegó a Norteamérica por el desembarco de tropas británicas en el puerto de Boston durante la guerra de Independencia de los Estados Unidos.

## Libros
- Willa Cather, Death comes for the archbishop. Alfred Knopf. 1927. ISBN 978-1-4179-0423-5.
- Julia M. Keleher and Elsie Ruth Chant, The Padre of Isleta: The Story of Father Anton Docher, Sunstone press Publishing, 2009.
- Samuel Gance, Anton ou la trajectoire d'un père, L'Harmattan, Paris, 2013, 208 p. ISBN 978-2336290164